# Ronald H. Petersen
Ronald H. Petersen (ur. 1934) – amerykański mykolog.

## Życiorys
Ronald H. Petersen, bardziej znany jako Ron Petersen, urodził się w 1934 r. W 1961 r. ukończył studia na Uniwersytecie Columbia. Zajmował się m.in. testowaniem hipotez dotyczących rozprzestrzeniania się i krzyżowania na duże odległości wybranych taksonów oraz rekonstrukcją filogenez molekularnych w wybranych grupach przy użyciu molekularnych i izoenzymowych technik elektroforetycznych. W latach 1986–1990 był redaktorem naczelnym czasopisma „Mycologia”.
W naukowych nazwach opisanych przez niego taksonów dodawany jest skrót jego nazwiska R.H. Petersen.